# Point d'intérêt (topographie)
Pour les articles homonymes, voir Point d'intérêt.
En topographie, un point d'intérêt (POI), en anglais Point Of Interest, est un élément ponctuel représentant un lieu notable d'un point de vue quelconque, souvent une destination possible. Ces points, décrits par leurs coordonnées géographiques, sont gérés par différents logiciels de navigation et appareils GPS.

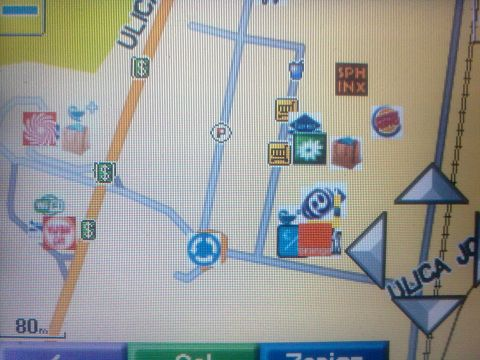
Points d'intérêt visibles sur un GPS.

Un POI peut être une attraction touristique, un hôtel, un restaurant, un distributeur de billets, une pharmacie, un centre médical, un commerce, une station-service, une école, etc.
Des informations peuvent être rattachées à des points d'intérêt. Cela peut être des informations générales (nom, adresse). Certains logiciels de navigation proposent des POI avec des informations enrichies (telles que numéro de téléphone, heures d’ouverture, offres, gamme de produits/service, etc.). Ces informations peuvent être liées à une image (logo ou photographie).